# Constante de Brun

A convergência para a constante de Brun

Em teoria dos números, o Teorema de Brun, provado por Viggo Brun em 1919, afirma que a soma dos inversos dos pares de números primos gémeos:
{\displaystyle B_{2}=\left({\frac {1}{3}}+{\frac {1}{5}}\right)+\left({\frac {1}{5}}+{\frac {1}{7}}\right)+\left({\frac {1}{11}}+{\frac {1}{13}}\right)+\left({\frac {1}{17}}+{\frac {1}{19}}\right)+\left({\frac {1}{29}}+{\frac {1}{31}}\right)+\cdots }
é convergente. O valor dessa soma é a chamada constante de Brun e vale aproximadamente 1.902160583104.
 Enquanto este valor é uma estimativa, está estabelecido que {\displaystyle 1.840503<B_{2}<2.288490}.
Este resultado contrasta com a série dos inversos dos primos:
{\displaystyle B_{1}={\frac {1}{2}}+{\frac {1}{3}}+{\frac {1}{5}}+{\frac {1}{7}}+{\frac {1}{11}}+{\frac {1}{13}}+{\frac {1}{17}}+{\frac {1}{19}}+\cdots =\infty }
que é divergente.